# Andre Norris
Andre Lazar Norris, Jr. (Plainfield, Illinois; 20 de junio de 1994), conocido como Andre Norris, es un jugador de baloncesto estadounidense que pertenece a la plantilla del CB Morón de la Primera FEB. Con una altura oficial de 2,03 metros, juega en la posición de alero.

## Trayectoria
Formado académica y deportivamente en la Universidad de Dubuque, formó parte de la plantilla de los Spartans durante su período universitario (2012 a 2016), disputando la Division III de la NCAA. Durante su ciclo acaparó numerosos galardones en su conferencia, destacando los premios al Mejor Jugador (2015 y 2016), Mejor Defensor (2016) y menciones como integrante del Quinteto Ideal (2015 y 2016). En su temporada de graduación registró promedios de 23,6 puntos y 12 rebotes por encuentro.
Finalizada su etapa universitaria vivió su primera experiencia profesional en la temporada 2016/17 con el CB Clavijo, club de la LEB Oro española, disputando 34 partidos con medias de 7,1 puntos y 3,3 rebotes. En la campaña 2017/18 firmó con el CB Agustinos Eras, disputando la LEB Plata y siendo uno de los jugadores más destacados de la competición con promedios de 13,5 puntos y 5,3 rebotes por partido.
La temporada 2018/19 la disputa con el Igualatorio Cantabria Estela, también de LEB Plata en el que logró una media de 13,9 puntos, 6,1 rebotes, 1,9 asistencias y 14,4 de valoración por partido, con un promedio de 31,7 minutos disputados por encuentro.
En julio de 2019, se incorpora a las filas del Real Murcia Baloncesto de LEB Plata, posicionando al club murciano en primera posición del "Grupo Este" antes del parón del coronavirus en marzo de 2020, lo que a la postre supondría el ascenso a la Liga LEB Oro, promediando 11,1 puntos por partido y 2,4 asistencias por encuentro.
El 11 de agosto de 2020, es renovado por el conjunto murciano para jugar en Liga LEB Oro durante la temporada 2020-21. Disputa 29 partidos acreditando medias de 8.8 puntos y 4 rebotes.
El 20 de agosto de 2021, firma por los Bisons Loimaa de la Korisliiga.
El 2 de febrero de 2022, firma por el CB Clavijo de la Liga LEB Plata.
El 21 de noviembre de 2024, firma por el CB Morón de la Primera FEB.